# Fire Birds
Fire Birds (en español: Pájaros de fuego y Águilas de fuego) es una película de acción estadounidense de 1990 dirigida por David Green y protagonizada por Nicolas Cage, Tommy Lee Jones y Sean Young.

## Argumento
El Gobierno de los Estados Unidos está luchando contra los cárteles de la droga. Para ello también utiliza helicópteros. Sin embargo los cárteles envían a un helicóptero de combate contra ellos, el cual los destruye. Ese helicóptero está bajo el control de uno de los mejores mercenarios de combate aéreo y su helicóptero de ataque tipo Scorpion (ficticio) puede acabar con los helicópteros estadounidenses. 
Por ello deciden enviar contra ese helicóptero varios helicópteros de combate tipo Apache. Sin embargo los pilotos tienen que ser entrenados debidamente para volar con éxito en misiones de combate aire-aire de este tipo. Brad Little, experto en estos helicópteros tiene que entrenarlos y uno de estos pilotos, Preston, es el único superviviente de estos ataques de ese helicóptero. Quiere vengarse por lo que hizo ese helicóptero.
Finalmente son enviados contra los cárteles. Sin embargo el helicóptero enemigo resulta ser muy bueno teniendo además ayuda adicional. Una lucha vida o muerte entre ambos bandos empieza.

## Reparto
| Actor              | Personaje          |
| ------------------ | ------------------ |
| Nicolas Cage       | Jake Preston       |
| Tommy Lee Jones    | Brad Little        |
| Sean Young         | Billie Lee Guthrie |
| Bryan Kestner      | Breaker            |
| Illana Diamant     | Sharon Geller      |
| Bert Rhine         | Eric Stoller       |
| Dale Dye           | A.K. McNeil        |
| Mary Ellen Trainor | Janet Little       |

## Producción
Inspirado en el gran éxito de Top Gun (1986) Touchstone Pictures, propiedad de Walt Disney, quiso hacer su propio Top Gun. Lo hizo haciendo esta película, que costó 22 millones de dólares, incluso más que la película anteriormente mencionada.

## Recepción
La obra cinematográfica fue un claro fracaso comercial en el cine. Solo recaudó menos de 15 millones de dólares en taquilla. Adicionalmente la crítica en general la vio como una mala copia de Top Gun.
En el presente la película ha sido valorada por los portales de información en el Internet y por la crítica profesional. En IMDb, con un total de 6.782 votos registrados al respecto, el filme obtiene una media ponderada de 4,7 sobre 10. En Rotten Tomatoes solo el 8% de las 22 críticas profesionales y el 35% de los más de 5.000 usuarios registrados lo califican como "fresco". Le dan un 3,1 de 10 y un 2,8 de 5 respectivamente. Según el consenso de esos críticos, el largometraje es, a pesar del talento que hay en él, poco más que una aventura militar insatisfactoria con acción que solo puede compararse con la de un videojuego, además de tener una filosofía obsoleta y una actuación desigual.